# Jan Pelíšek (duchovní)
Jan Pelíšek (18. ledna 1850 – 16. června 1916) byl český evangelický (reformovaný) kazatel, básník, dramatik a překladatel.
Studoval na gymnáziu v Těšíně. V letech 1872–1883 působil jako farář ve Velké Lhotě u Dačic a následně v letech 1884–1916 jako farář v Semtěši, kde i zemřel a je pohřben. V letech 1904–1916 zastával úřad seniora Čáslavského seniorátu helvétského vyznání.
Do evangelických zpěvníků se dostaly jeho vlastní texty a překlady z němčiny.
Roku 1892 uvedlo Národní divadlo jeho drama Věštba Komenského.